# Peruviaanse kikkerkopschildpad
De Peruviaanse kikkerkopschildpad (Mesoclemmys wermuthi) is een schildpad uit de familie slangenhalsschildpadden (Chelidae). 

## Naam en indeling
De wetenschappelijke naam van de soort werd voor het eerst voorgesteld door Robert Friedrich Wilhelm Mertens in 1969. Oorspronkelijk werd de wetenschappelijke naam Phrynops wermuthi gebruikt. De soortaanduiding wermuthi is een eerbetoon aan de Duitse herpetoloog Heinz Wermuth (1918 – 2002).
Over de taxonomische status van de soort is veel onzekerheid geweest, de schildpad werd in het verleden gezien als een ondersoort van zowel de soorten gewone kikkerkopschildpad (Mesoclemmys nasuta) als de ruwe paddenkopschildpad (Mesoclemmys tuberculata). De Peruviaanse kikkerkopschildpad werd lange tijd tot het geslacht van de paddenkopschildpadden (Phrynops) gerekend. 

## Verspreiding en habitat
De Peruviaanse kikkerkopschildpad komt voor in delen van Zuid-Amerika en leeft in de landen Bolivia, Brazilië, Colombia en Peru. De habitat bestaat uit grotere wateren zoals rivieren en moerassen. Over de levenswijze is nog vrijwel niets bekend. 